# Arco de Tito

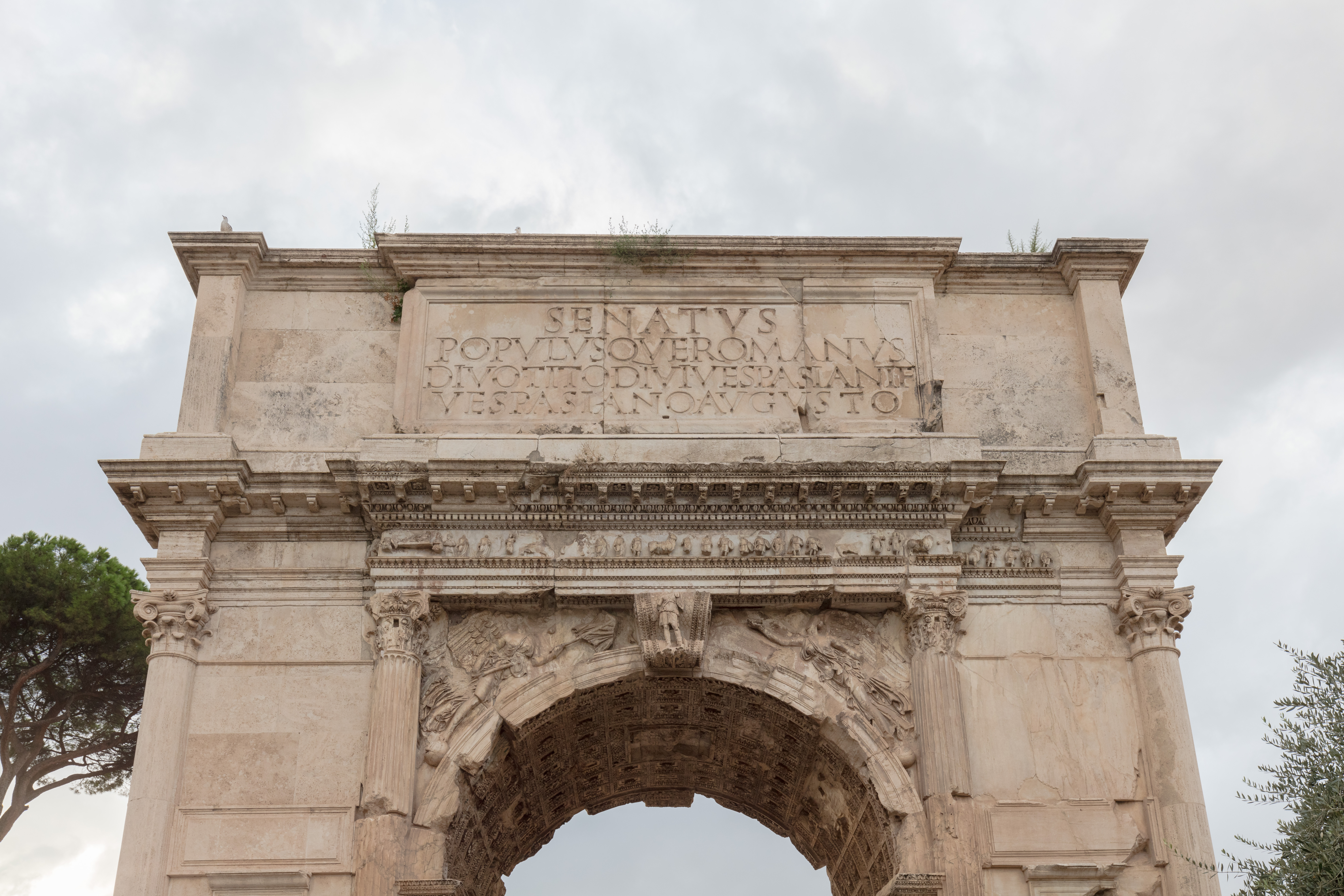
Detalle de la parte superior.

El arco de Tito (en italiano Arco di Tito; en latín, Arcus Titi) es un arco honorífico, situado en la Vía Sacra, justo al sureste del Foro, en Roma. Fue construido hacia el año 80 d. C. por el emperador romano Domiciano poco después de la muerte de su hermano mayor, Tito, para conmemorar las victorias de este, incluido el Sitio de Jerusalén del 70 d. C. El arco ha proporcionado el modelo general para muchos arcos triunfales erigidos desde el siglo XVI, y es lo que inspiró el Arco de Triunfo en París, Francia.

## Ubicación
El arco bordea el Clivus Palatinus cerca de la intersección entre la vía Sacra, en la parte superior de la Velia (in summa Sacra Via). Es posible que estuviera ligeramente desplazado hacia el sur y se giró con la construcción del templo de Venus y Roma.

## Historia
El arco se erigió poco después de la muerte de Tito en septiembre del año 81 para conmemorar la toma de Jerusalén y la destrucción del segundo templo de Jerusalén.
Las estatuas que decoraban el arco, dos elefantes en bronce, se encontraron en la vía Sacra entre 535 y 536.
Basándose en el estilo de los detalles escultóricos, el arquitecto favorito de Domiciano, Rabirio, a quien a veces se le atribuye el Coliseo, puede haber ejecutado el arco. Sin documentación contemporánea, sin embargo, las atribuciones de los edificios romanos sobre la base del estilo son consideradas dudosas. [cita requerida]
La guía de viajes medieval en latín Mirabilia Urbis Romae destacó el monumento, escribiendo: "el arco de las Siete Lámparas de Tito y Vespasiano; [donde Moisés había colocado sus siete velas teniendo siete brazos, con el Arca, al pie de la Torre Cartularia"].
La familia Frangipani lo convirtió en una torre fortificada en la Edad Media. Una de las habitaciones estaba construida en la parte superior de la arcada. Fue uno de los primeros edificios que tuvo una restauración moderna, comenzando con Raffaele Stern en 1817 y continuó por el arquitecto italiano Giuseppe Valadier bajo Pío VII en 1821, con nuevos capiteles y con albañilería de travertino, distinguible del original. Se reconstruyó una gran parte de la zona superior y de la mitad exterior de los dos pilares con el travertino. El friso y la inscripción se conservan solo en el lado que se encuentra vuelto hacia el Coliseo. La restauración fue un modelo para el lado del campo de la Porta Pia.

## Descripción

### La arquitectura
El arco, recubierto por mármol de Pentélico, no está compuesto más que por un solo arco contra los tres de, por ejemplo, el Septimio Severo o el de Constantino. Las medidas del arco de Tito son: 15,4 m de alto, 13,5 m de ancho y 4,75 m de profundidad. El arco interior tiene 8,3 metros de altura, y 5,36 de ancho.

Cada fachada está ornamentada por dos pares de columnas adosadas en los dos pilares del arco. Sus fustes están estriados y sus capiteles pertenecen al orden compuesto con sus volutas y hojas de acanto. Las columnas se colocan sobre los pedestales cuadrados y enmarcan pequeños nichos rectangulares tallados en los pilares. Las columnas no acanaladas son el resultado de una restauración del siglo XIX.
La parte superior, el ático, tiene 4,40 m de alto. Es sobre este ático que se encuentra la inscripción grabada que se conserva solamente en el lado oriental. La cumbre del arco estaba adornada por un grupo estatuario en bronce con una cuadriga tirada por elefantes en la que se encontraba el emperador deificado. La inscripción que figura en la cara oriental está grabada en capitales (quadratæ), con los puntos medianos separando las palabras. La calidad del trazado de las letras fue de hecho un modelo para el alfabeto latino epigráfico, lo mismo que el título y la inscripción de la columna Trajana. En su origen, las cavidades fueron ocupadas por letras de bronce, desaparecidas en la actualidad.
El arco se apoya en un podio sobre el que se encuentra el cuerpo formado por una bóveda de cañón asentada sobre dos pilares decorados con dos pares de columnas adosadas de capitel compuesto y ventanas ciegas en medio. Sobre el cuerpo se encuentra el ático, con una inscripción alusiva a Tito. A diferencia de otros arcos como el de Constantino, los relieves se concentran en las enjutas superiores de la izquierda y la derecha del arco, donde aparecen las Victorias como mujeres aladas, que se dirigen a la clave, que destaca sobre el resto del arco. Entre las enjutas está la clave, en la que se alza una mujer en el lado este y una figura masculina en el occidental.

### Los relieves
El arco de Tito rememora las victorias de Tito contra los judíos. Las figuras que lo adornan se mueven entre lo real y lo divino, fundiéndose en una misma composición.

#### Los relieves de las fachadas
En las enjutas figuran las victorias aladas. Ellas encuadran los segmentos centrales del arco sobre las dos fachadas; las piedras colocadas en clave están adornadas por pequeñas estatuas representando probablemente al Honor (Honos, en latín) al oeste y la Virtud (Virtus) al este.

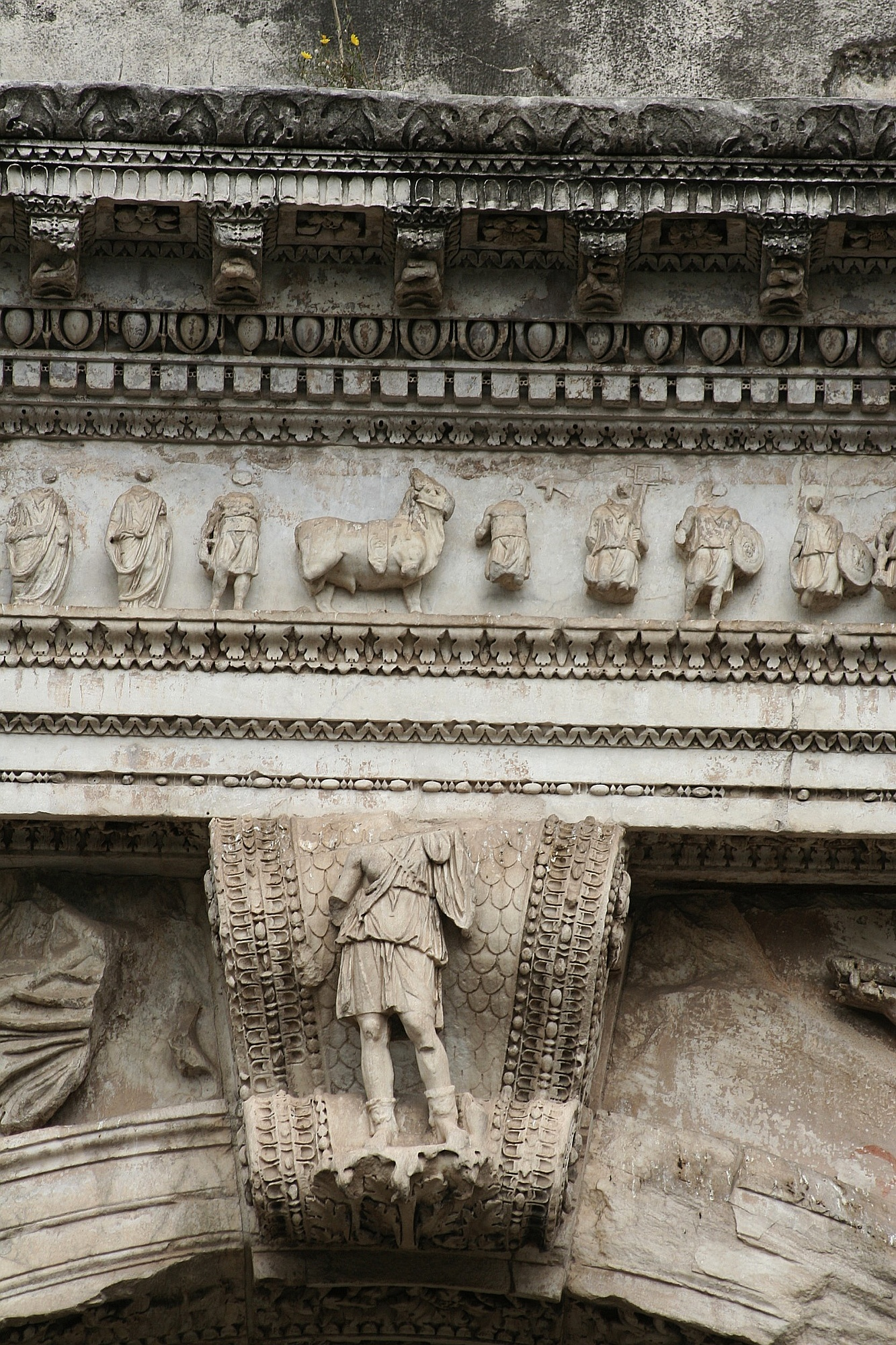
Detalle del entablamento de la cara oriental con la figura de Virtus en la clave. Destaca el doble anillo entre los modillones, firma aparente del arquitecto Rabirio.
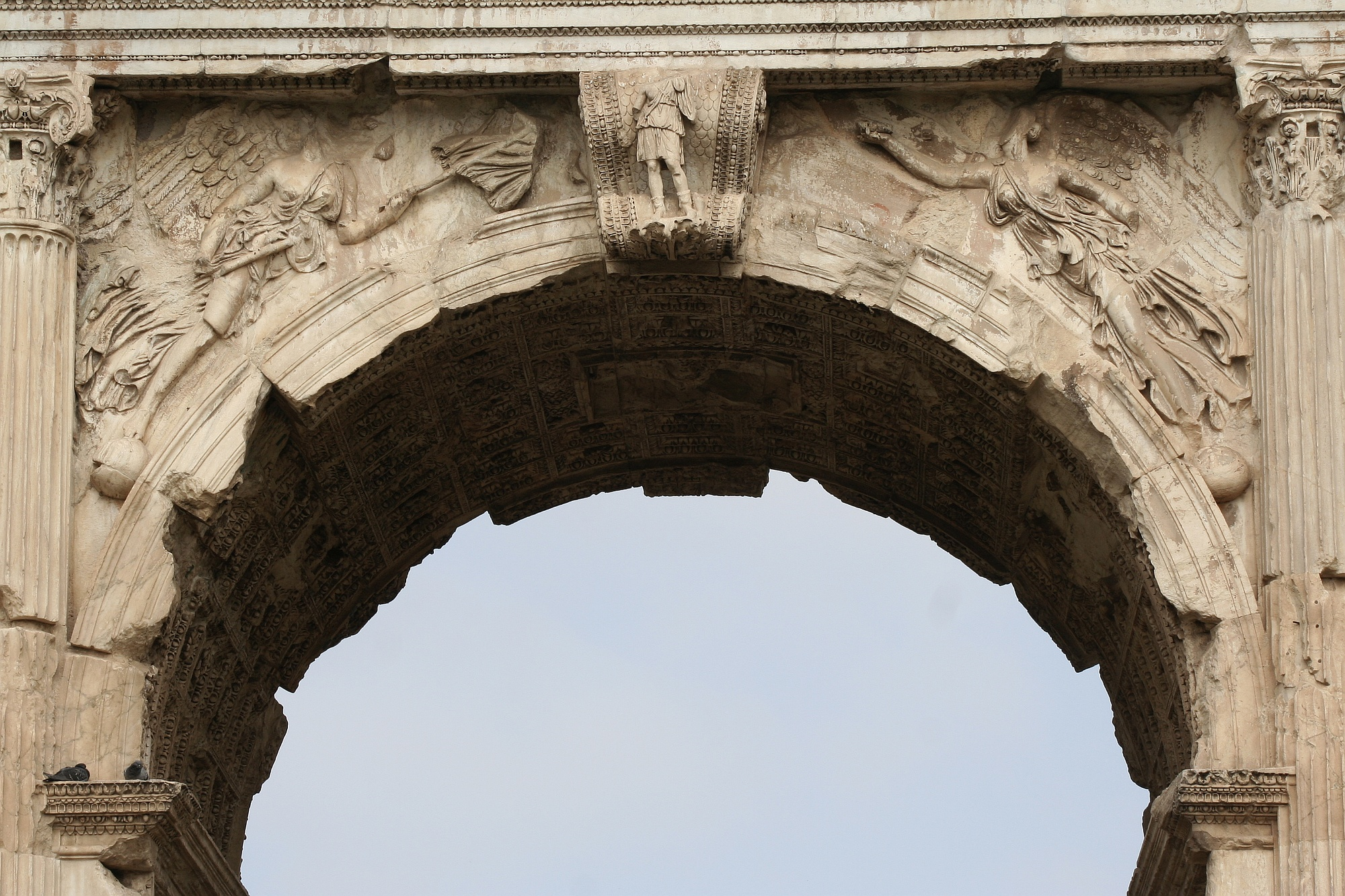
Arco de la cara oriental con el segmento central y las enjutas.

En una de las escenas representadas aparece un personaje con yelmo (la diosa Roma); en otra escena aparece una "victoria", que es una figura femenina con alas que coloca la corona de laureles al emperador.

#### El friso del entablamento
Las columnas insertadas entre los dos pilares principales sostienen un entablamento simple formado por un arquitrabe a tres bandas y un friso adornado por un largo altorrelieve representando una procesión triunfal que debió rodear todo el arco pero de la que solo queda la sección del lado oriental. Representa el desfile triunfal de las legiones romanas en Jerusalén. En el extremo izquierdo de la sección conservada, una figura alargada sobre un ferculum llevado por tres hombres ha sido identificada como una personificación del río Jordán. El resto del cortejo se compone de diversas personalidades civiles y militares y de animales que se llevan al sacrificio.

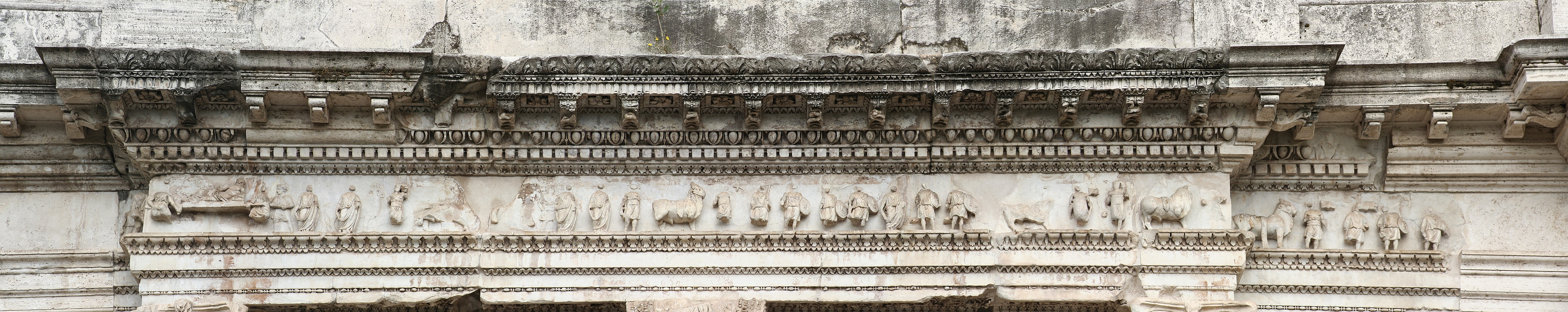
Sección conservada del friso con el Jordán a la izquierda.

Una cornisa sostiene el ático. El intradós está decorado con casetones y a ambos lados hay relieves que conmemoran el triunfo conjunto celebrado por Tito y su padre Vespasiano en el verano del 71.

#### Los relieves sobre el arco
En el interior del arco figuran dos relieves de grandes paneles rectangulares que ocupan casi toda la profundidad de los pilares. Los dos relieves representan dos escenas que se desarrollaron durante el triunfo celebrado en Roma por Tito por sus victorias en Judea.
Sobre el pilar meridional, el bajorrelieve muestra los despojos tomados del Tabernáculo del Segundo templo de Jerusalén antes de su destrucción. Los soldados portan un candelabro de siete brazos, dorado, que se convierte en el centro de atención y está tallado en un relieve profundo. Otros objetos sagrados que se llevan en la procesión triunfal son las Trompetas de Oro, las cacerolas de fuego para la eliminación de la ceniza del altar, y la Mesa del Pan de la proposición. Esta última era una mesa de madera recubierta de oro donde se colocaban doce panes santos remplazados cada siete días y que solo los sacerdotes podían comer. Los portadores del botín pasaban bajo un arco representado en el extremo de la derecha del relieve, rematado por una doble cuadriga. Podría tratarse del arco que Vespasiano y Tito hicieron construir en el Circo Máximo. Estos despojos probablemente eran originariamente coloreados en dorado, con el fondo en azul. En 2012 el Proyecto de Restauración Digital del Arco de Tito descubrió restos de pintura ocre amarilla en el relieve de la menorá.
Sobre el bajorrelieve del pilar norte figura Tito como triunfador (triumphator) coronado de laureles por una Victoria alada, conduciendo una cuadriga y acompañado por otra Victoria alada, una amazona con yelmo, alegoría del Valor. Sirven a Tito varios genii y lictores, que portan fasces. La yuxtaposición es significativa por el hecho de que es uno de los primeros ejemplos de divinidades y humanos presentes en una sola escena juntos. Esto contrasta con los paneles del Ara Pacis, donde los humanos y las divinidades están separados.
En el centro de la bóveda se encuentra la ilustración de la apoteosis de Tito que muestra al emperador deificado sobre una enorme águila símbolo de Júpiter y Roma. La imagen ilustra el momento en el que el alma del emperador ascendía al cielo desde su pira funeraria, cuando se soltaba un águila desde las llamas, y que representaba el milagro de la apoteosis de Tito en el centro.
Las esculturas de las caras exteriores de los dos grandes pilares se perdieron cuando el Arco de Tito fue incorporado a murallas defensivas medievales. El remate en ático del arco estaba originariamente coronado por más estatuas, quizá de un carro dorado. La principal inscripción solía estar adornada por letras hechas quizás de plata, oro o algún otro metal.

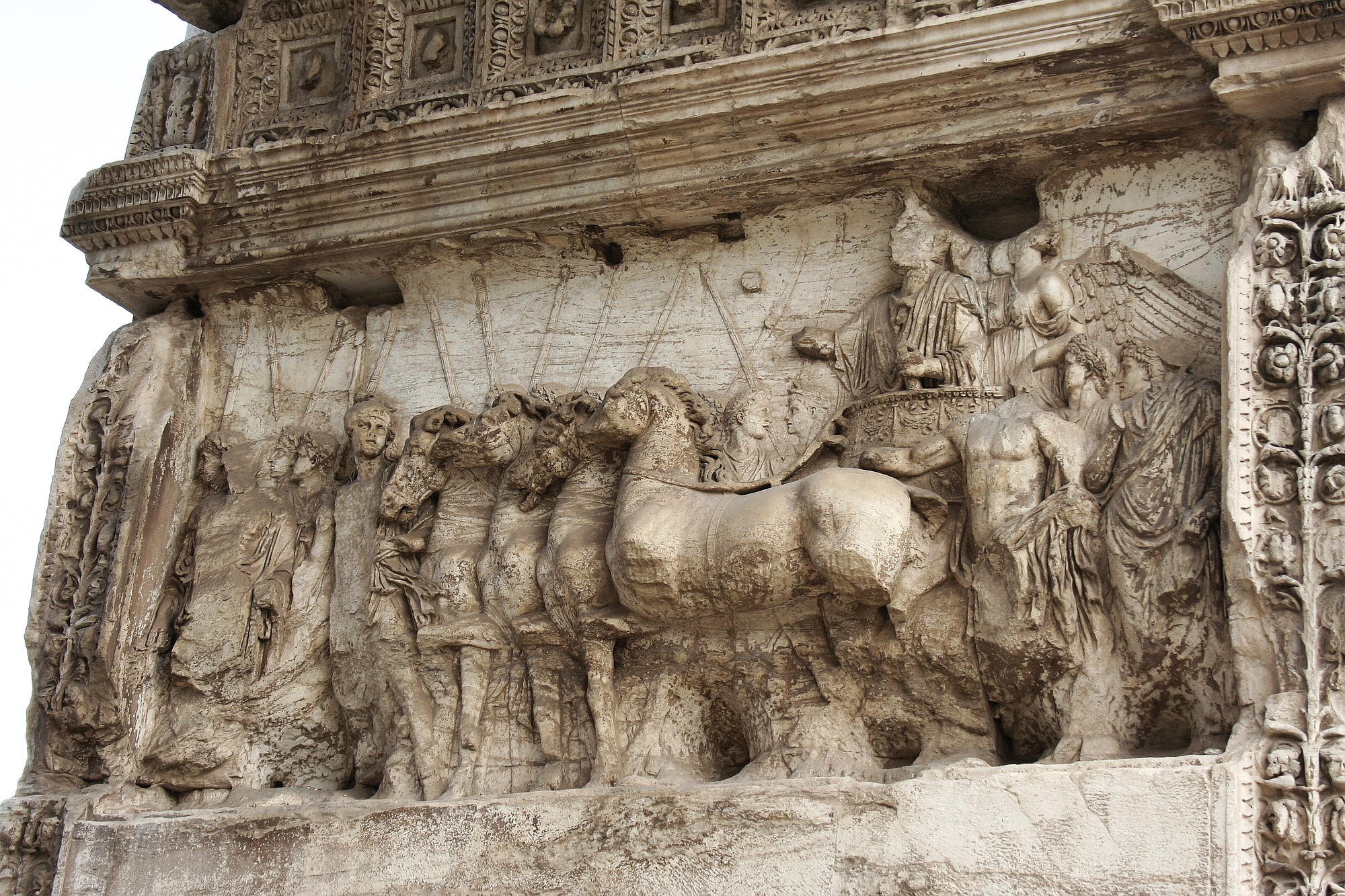
Relieve del pasaje central, pilar norte: el triunfo de Tito.
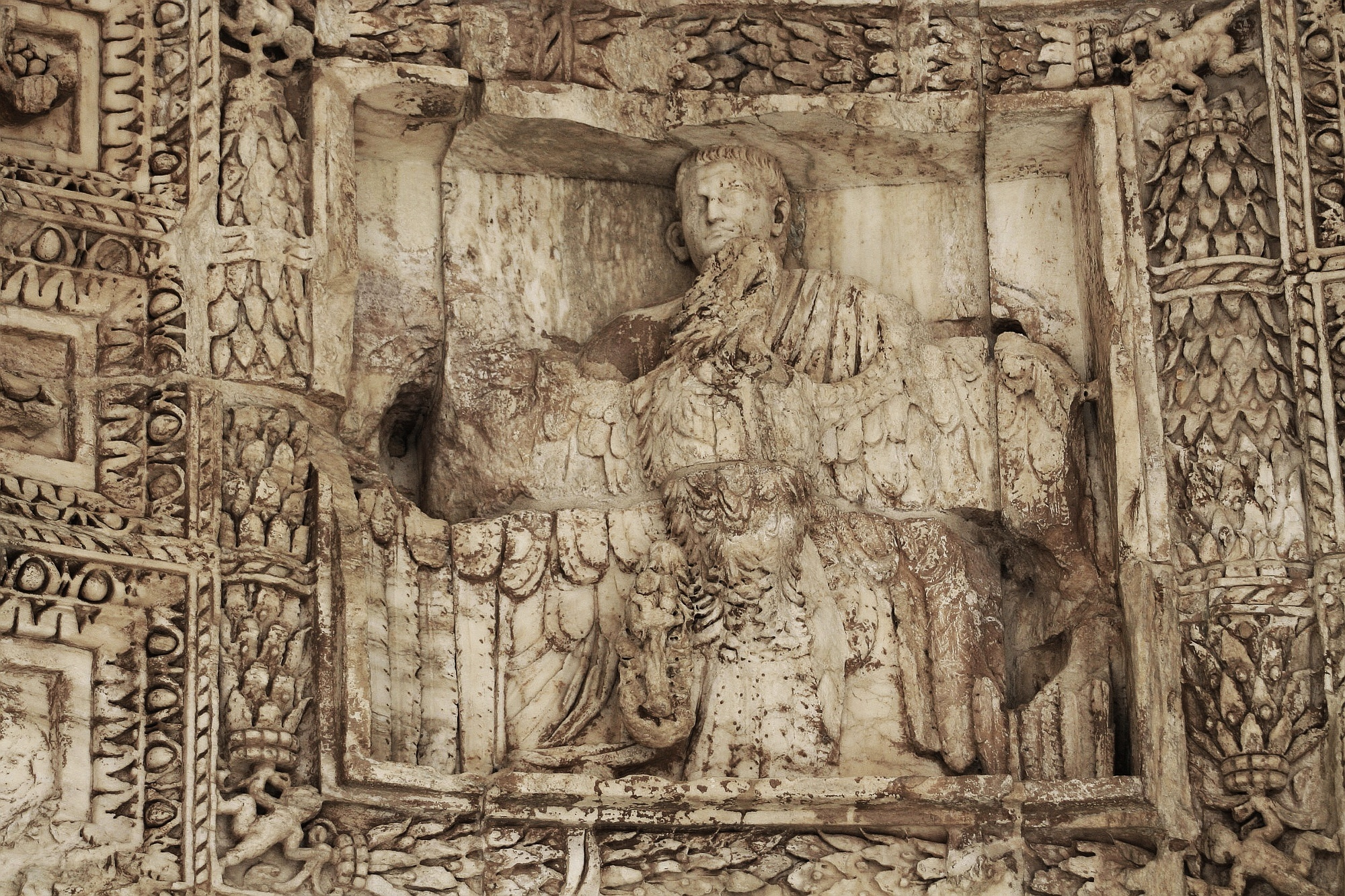
Relieve de la bóveda: la apoteosis de Tito.
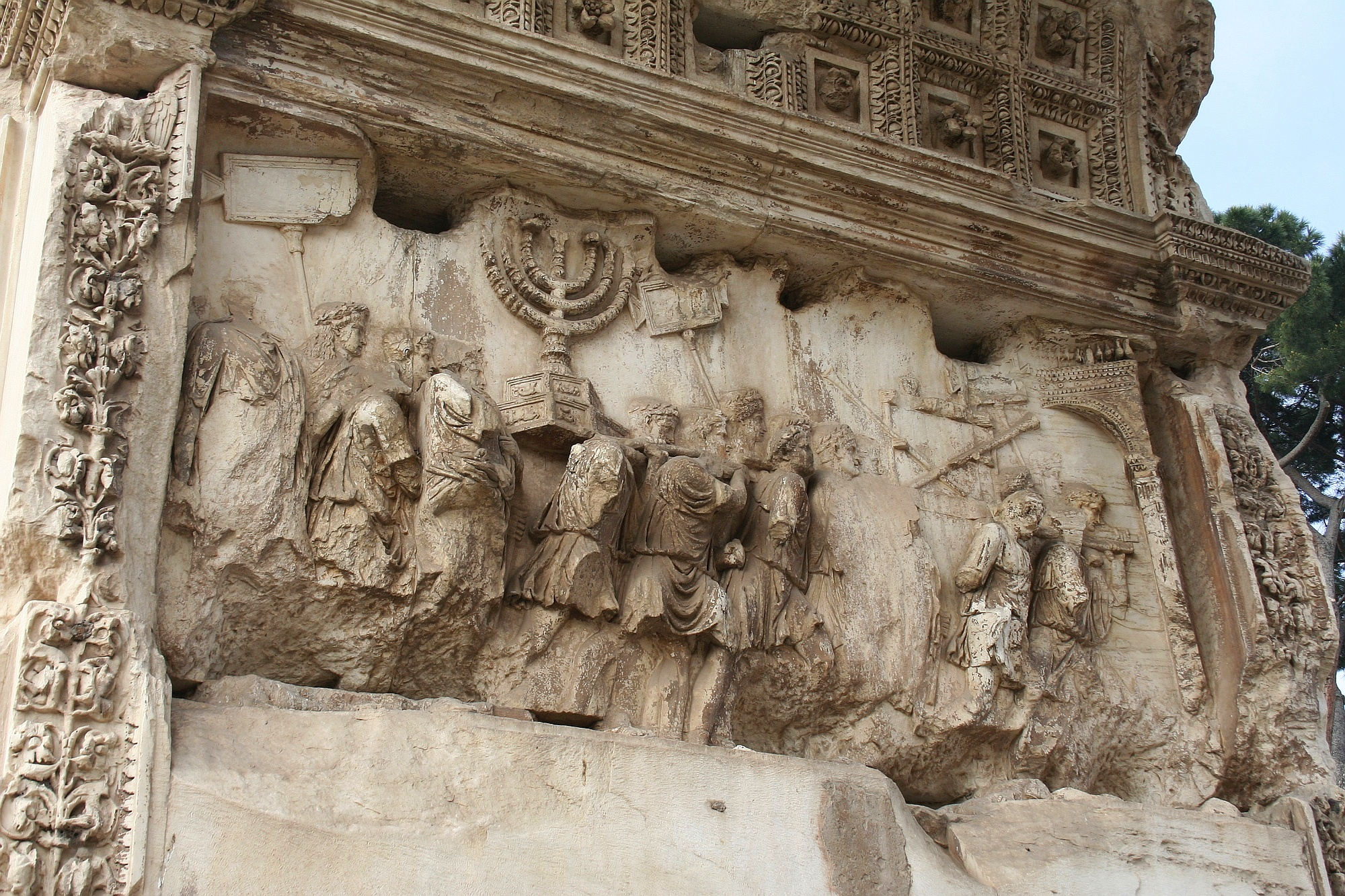
Relieve del pasaje central, pilar sur: el tesoro del Templo.

## Las inscripciones

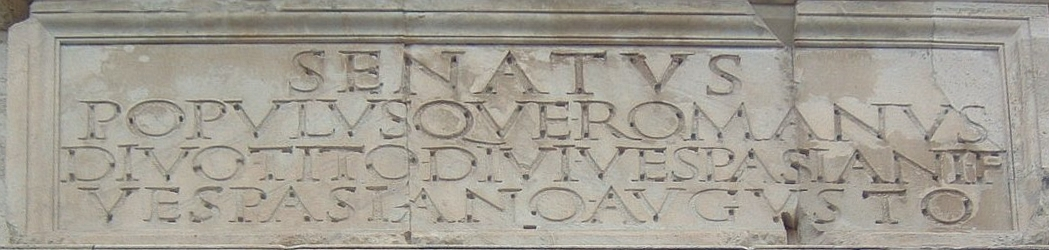
La inscripción romana del arco de Tito.

La inscripción en mayúsculas cuadradas romanas lee:

SENATVS

POPVLVSQVE·ROMANVS

DIVO·TITO·DIVI·VESPASIANI·F(ILIO)

VESPASIANO·AVGVSTO

(Senatus Populusque Romanus divo Tito divi Vespasiani filio Vespasiano Augusto)
Que traducido significa «El senado y el pueblo romano [lo dedican] al divino Tito Vespasiano Augusto, hijo del divino Vespasiano».
El lado opuesto del arco recibió nuevas inscripciones después de que fue restaurado durante el pontificado del Papa Pío VII por Giuseppe Valadier en 1821. La restauración se hizo intencionadamente en travertino para diferenciar la construcción original de las partes restauradas.
La inscripción pontíficia dice:

INSIGNE · RELIGIONIS · ATQVE · ARTIS · MONVMENTVM

VETVSTATE · FATISCENS

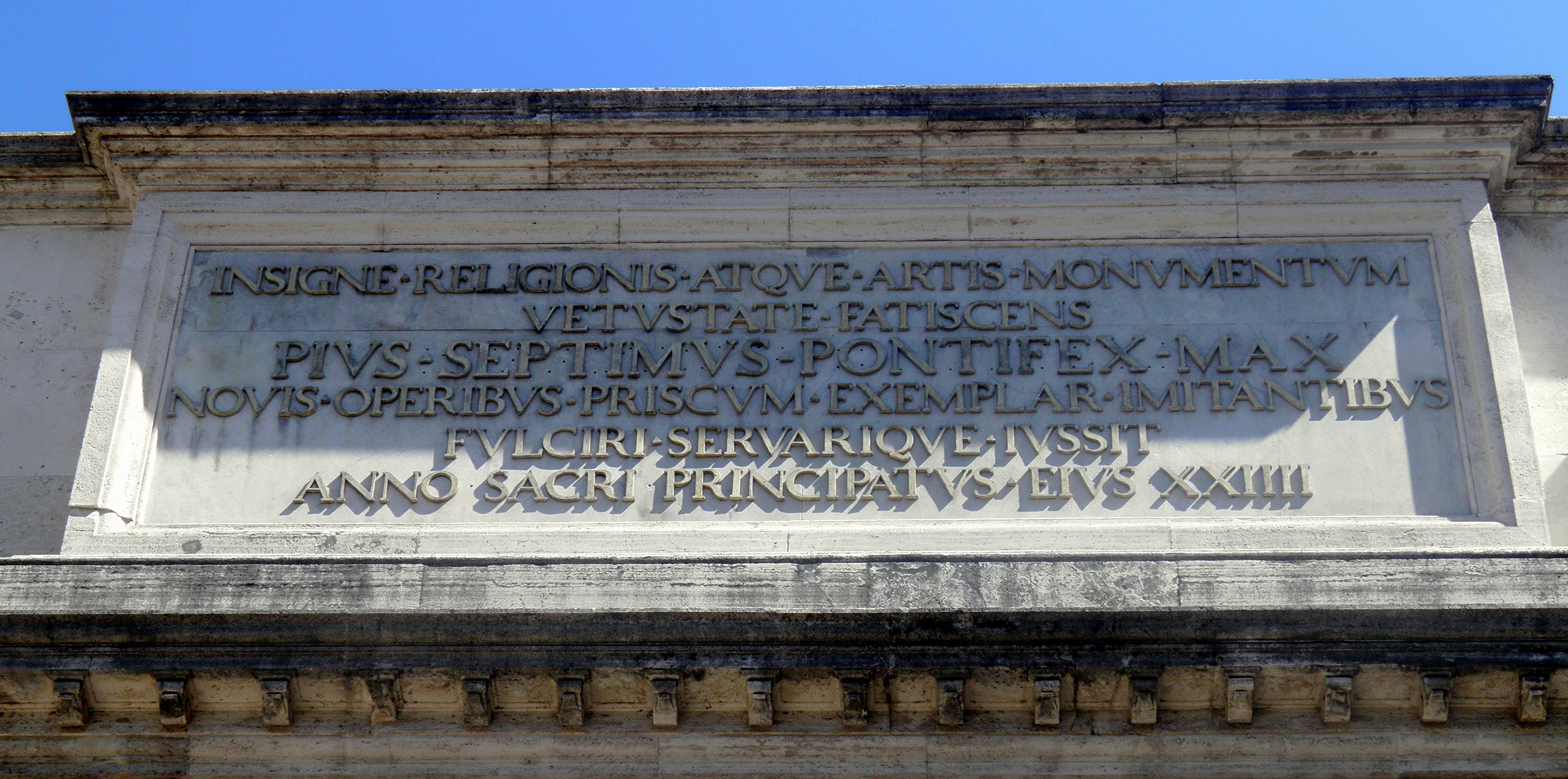
Inscripción del papa Pío VII restaurador del arco, por Giuseppe Valadier, 1821.

PIVS · SEPTIMVS · PONTIFEX · MAX(IMVS)

NOVIS · OPERIBVS · PRISCVM · EXEMPLAR · IMITANTIBVS

FVLCIRI · SERVARIQVE · IVSSIT

ANNO · SACRI · PRINCIPATVS · EIVS · XXIIII

(Insigne religionis atque artis, monumentum, vetustate fatiscens: Pius Septimus, Pontifex Maximus, novis operibus priscum exemplar imitantibus fulciri servarique iussit. Anno sacri principatus eius XXIV)
Traducción: (Este) monumento, emblema de la religión y del arte, se había debilitado por su antigüedad: Pío VII, sumo pontífice, ordenó que se reforzara y preservara imitando el modelo del antiguo ejemplar en el año 24 de su sagrado mandato.

## Significado

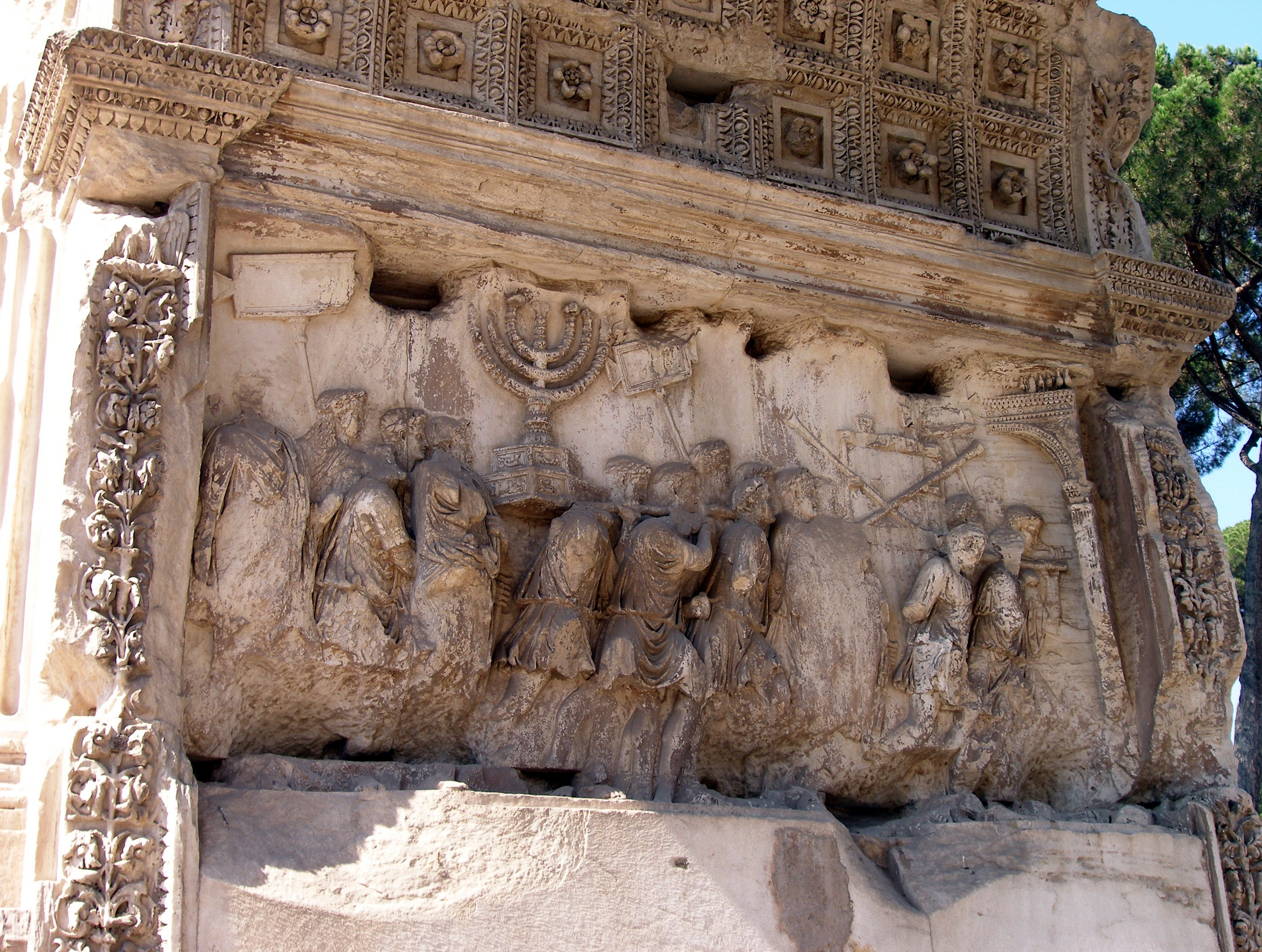
Detalle del relieve que muestra los despojos del asedio de Jerusalén

El arco proporciona una de las pocas representaciones contemporáneas de los objetos del Templo.
La menorá de siete brazos y las trompetas están representadas con claridad. Se convirtieron en símbolo de la diáspora judía. En una época posterior, el papa Paulo IV hizo que fuera el lugar del juramento de lealtad anual. Hasta que el moderno Estado de Israel fue fundado en 1948, los judíos rehusaron caminar bajo él debido a una prohibición rabínica.
La menorá representada en el Arco sirvió como modelo para la menorá usada en el emblema del estado de Israel.

## Influencia arquitectónica

Réplica temporal del Arco de Tito en Montevideo, Uruguay, para celebrar el primer aniversario de la unificación italiana en 1871.

El arco de Tito ha sido modelo o inspiración para muchos otros arcos erigidos desde el siglo XV, como:
- Fachada de la Basílica de San Andrés (Mantua) (1462) por Leon Battista Alberti
- El Arco de Triunfo de París, Francia (1806)
- El Arco Memorial Nacional, parque nacional Histórico de Valley Forge, Pensilvania (1910)
- El Arco de los Soldados y Marineros, Brooklyn (1892)
- El Arco de la Plaza Washington, Manhattan (1892)
- La Puerta de la India, Nueva Deli, India (1931)
- El Arco de los Fusileros, Dublín (1907)
- La entrada al Jardín Zoológico de la Ciudad de Buenos Aires, es una réplica del Arco de Tito en la entrada de plaza Italia. (1888)